# Campionati africani di atletica leggera 2018 - 110 metri ostacoli
La specialità dei 110 metri ostacoli maschili ai campionati africani di atletica leggera di Asaba 2018 si è svolta il 3 e 4 agosto allo Stadio Stephen Keshi.

## Risultati

### Batterie
Qualificazione: i primi 3 di ogni batteria (Q) ed i 2 tempi più veloci degli esclusi (q) si qualificano in semifinale.
Vento:
Gruppo 1: ? m/s, Gruppo 2: ? m/s
| Class | Gruppo | Nome                 | Nazione   | Tempo | Note |
| ----- | ------ | -------------------- | --------- | ----- | ---- |
| 1     | 2      | Abejoye Oyeniyi      | Nigeria   | 13.97 | Q    |
| 2     | 2      | Louis-François Mendy | Senegal   | 13.99 | Q    |
| 3     | 1      | Antonio Alkana       | Sudafrica | 14.03 | Q    |
| 4     | 1      | Ogieriakhi Martins   | Nigeria   | 14.15 | Q    |
| 5     | 1      | Wellington Zaza      | Liberia   | 14.18 | Q    |
| 6     | 2      | Ruan de Vries        | Sudafrica | 14.23 | Q    |
| 7     | 1      | Abdullahi Bashiru    | Nigeria   | 14.41 | q    |
| 8     | 2      | Ramy Elmahdy         | Egitto    | 14.44 | q    |
| 9     | 1      | Mohammed Koussi      | Marocco   | 14.59 |      |
| 10    | 2      | Ibrahim Jemal        | Etiopia   | 15.35 |      |

### Finale
Vento: -0.9 m/s
| Class   | Corsia | Atleta               | Nazione   | Tempo | Note |
| ------- | ------ | -------------------- | --------- | ----- | ---- |
| Oro     | 6      | Antonio Alkana       | Sudafrica | 13.51 |      |
| Argento | 3      | Abejoye Oyeniyi      | Nigeria   | 13.87 |      |
| Bronzo  | 7      | Wellington Zaza      | Liberia   | 13.88 |      |
| 4       | 5      | Ogieriakhi Martins   | Nigeria   | 13.93 |      |
| 5       | 4      | Louis-François Mendy | Senegal   | 13.94 |      |
| 6       | 8      | Ruan de Vries        | Sudafrica | 13.98 |      |
| 7       | 1      | Abdullahi Bashiru    | Nigeria   | 14.18 |      |
| 8       | 2      | Ramy Elmahdy         | Egitto    | 14.46 |      |